# Faraoni (album)
Faraoni je prvi studijski album skupine Faraoni. Album je bil posnet v Studiu Tivoli, razen skladbi "Pokliči me kdaj" in "Kozarci ruma" sta bili posneti v Studiu Metro. Album je izšel leta 1988 pri založbi ZKP RTV Ljubljana.

## Seznam skladb
| A stran | A stran           | A stran                        | A stran |
| Št.     | Naslov            | Pisec                          | Dolžina |
| ------- | ----------------- | ------------------------------ | ------- |
| 1.      | „Spaghetti mix‟   | Razni                          | 6:28    |
| 2.      | „Pokliči me kdaj‟ | E. Hrovatin/F. Maraž-D. Mislej | 3:30    |
| 3.      | „Kozarci ruma‟    | E. Hrovatin-D. Mislej          | 2:32    |
| 4.      | „Martina‟         | E. Hrovatin-D. Mislej          | 3:23    |

| B stran | B stran             | B stran                      | B stran |
| Št.     | Naslov              | Pisec                        | Dolžina |
| ------- | ------------------- | ---------------------------- | ------- |
| 1.      | „Ti si moja glasba‟ | E. Hrovatin/F. Maraž-F. Toth | 4:03    |
| 2.      | „Dolgčas in jaz‟    | F. Maraž-D. Mislej           | 4:09    |
| 3.      | „Prijatelju‟        | E. Hrovatin-N. Depangher     | 3:45    |
| 4.      | „Celica‟            | E. Hrovatin-S. Pahek         | 3:34    |

## Zasedba
Faraoni
- Enzo Hrovatin – kitare, vokal
- Nelfi Depangher – tolkala, vokal
- Piero Pocecco – bas kitara, vokal
- Ferdo Maraž – klaviature, vokal